# Shunichi Tanaka
Shunichi Tanaka (født 13. september 1987) er en tidligere japansk fodboldspiller.
Han har spillet for flere forskellige klubber i sin karriere, herunder Roasso Kumamoto.